# Jadwiga Konieczna-Twardzikowa
Jadwiga Konieczna-Twardzikowa (właśc. Twardzik, ur. 1 stycznia 1932 w Płocku, zm. 21 września 2009) – polska filolożka, hispanistka, profesor, tłumaczka. Współzałożycielka Zakładu Hispanistyki na Uniwersytecie Śląskim.

## Życiorys
W 1949 ukończyła liceum w Szczyrzycu. W 1954 obroniła pracę magisterską Ogólna charakterystyka związków i szeregów w zdaniu w gwarach w zestawieniu z ich zasobem w polskim języku literackim (promotor – Zenon Klemensiewicz) na studiach polonistycznych na Uniwersytecie Jagiellońskim. Po studiach rozpoczęła pracę w Pracowni Składni Historycznej Polskiej Akademii Nauk, z którą związana była do emerytury. W 1976 rozpoczęła współpracę z Instytutem Filologii Romańskiej UJ, gdzie od 1982 pracowała na etacie adiunkta. Doktorat Zdania rozwijające w polskim systemie opozycji hipotaktycznych obroniła w 1971 w Instytucie Języka Polskiego Polskiej Akademii Nauk. Tam też habilitowała się w 1994 na podstawie dzieła Kategoria przypadka rzeczownika hiszpańskiego w polskiej analizie kontrastywnej. Profesor nadzwyczajna (1996) i zwyczajna (2003) Uniwersytetu Śląskiego. W 2003 otrzymała tytuł naukowy profesora nauk humanistycznych. Wykładała także na Akademii Techniczno-Humanistycznej w Bielsku-Białej oraz Akademii Polonijnej w Częstochowie. Od 2005 honorowa członkini Polskiego Towarzystwa Tłumaczy Przysięgłych i Specjalistycznych TEPIS.

## Dorobek naukowy
Autorka licznych publikacji naukowych i przekładów z języka hiszpańskiego na polski. Przełożyła między innymi powieść Ramóna J. Sendera Król i królowa.
Twórczyni „koncepcji analizy subiektywnej”, zgodnie z którą nauka o przekładzie powinna dążyć do autonomii od językoznawstwa i literaturoznawstwa. Konieczna-Twardzikowa w centrum uwagi stawiała własną kreatywność tłumacza i jego otwarcie na wszystkie gatunki literackie oraz dziedziny sztuki, wykraczając poza wyzwania samej relacji oryginał-przekład, sięgając do problematyki zakorzenionej w danym tekście kontekstów historycznego, społecznego i teoretycznego.

## Życie prywatne
Rodzina: mąż Wacław Twardzik, ojciec Bronisław Konieczny, matka Maria Gębikówna, bracia Zygmunt Konieczny, Leszek Konieczny, siostra Anna.

## Publikacje
- Zdania rozwijające w polskim systemie opozycji hipotaktycznych, 1975
- Kategoria przypadka rzeczownika hiszpańskiego w polskiej analizie kontrastywnej, 1992
- Kultura książki polskiej w Łodzi przemysłowej, 1820–1918, 2005
- Między oryginałem a przekładem XIII – Jadwiga Konieczna-Twardzikowa (red), 2008

## Źródła
- Maria Filipowicz-Rudek: Kalendarium życia. O nieustającym dialogu między Don Kichotem a Sancho Panzą. W: Maria Filipowicz-Rudek, Małgorzata Jędrusiak, Agata Komorowska: Zrozumieć język, przetłumaczyć świat. Księga Pamiątkowa dedykowana Profesor Jadwidze Koniecznej-Twardzikowej. Kraków: Księgarnia Akademicka, 2009, s. 13–22. ISBN 978-83-7638-015-5. [dostęp 2020-08-14].
- Prof. Jadwiga Konieczna-Twardzik, [w:] baza „Ludzie nauki” portalu Nauka Polska (OPI PIB) [dostęp 2017-08-12].
- Anna Kałkowska, Profesor Jadwiga Konieczna-Twardzikowa (1 I 1932 – 21 IX 2009). Język Polski: organ Towarzystwa Miłośników Języka Polskiego. 2010 R. 90 z. 1 str. 49–56
- Zrozumieć Język, Przetłumaczyć Świat, Księga Pamiątkowa dedykowana Profesor Jadwidze Koniecznej-Twardzikowej, Księgarnia Akademicka, Kraków 2009
  - rozdział Piotr Sawicki: Trzydzieści lat, parę chwil – nie tylko w Krakowie. Glosa do portretu Jadwigi
  - rozdział Maria Filipowicz-Rudek: Kalendarium życia. O nieustającym dialogu między Don Kichotem a Sancho Panzą
- Xaverio BALLESTER. Jadwiga KONIECZNA –TWARDZIKOWA (1932–2009), L'ıburna 3 [Noviembre 2010], 167–170, ISSN 1889-1128